# 松波総合病院
松波総合病院（まつなみそうごうびょういん）は、岐阜県羽島郡笠松町にある民間の病院である。社会医療法人蘇西厚生会が運営する。近くには関連施設の「まつなみ健康増進クリニック」「介護老人保健施設」「まつなみリサーチパーク（医学研究所）」がある。

## 概要
岐阜県にある民間の病院では最大規模であり、地域中核の社会医療法人の病院として「地域住民の皆様に安全で質の高い医療・福祉を効率的かつ継続的に提供する」ことを理念に掲げている。
1997年（平成9年）に民間初の生体肝移植を行なう。
病床数はICU8床、HCU20床、一般病棟294床、回復期リハビリテーション病棟60床、地域包括ケア病棟60床並びに障害者病棟59床の計501床。診察科は29科ある。
地域医療支援病院、災害拠点病院（地域災害医療センター、岐阜DMAT指定病院、救命救急センターに指定され、3次救急病院として羽島郡、岐阜市南部、羽島市、各務原市、愛知県一宮市等の救急医療に対して24時間速やかに対応している。
まちの駅として登録されており、まちの駅としての名称は「地域を守る医療の駅」である。

## 主な指定
- 岐阜県救急告示医療機関[6]
- 岐阜県災害拠点病院（地域災害医療センター）[11]
- 岐阜DMAT指定病院[12]
- 岐阜県特定不妊治療費助成事業医療機関
- 岐阜県高次脳機能障害支援事業協力医療機関
- 地域医療支援病院[6]
- 救命救急センター
- 保険医療機関
- 臨床研修指定病院[15]
- 労災保険指定医療機関
- 生活保護法指定医療機関
- 結核予防法指定医療機関
- 母子保護法指定医療機関
- 指定難病指定医療機関
- 指定小児慢性特定疾病医療機関
- 指定自立支援医療機関（更生医療）
- 指定自立支援医療機関（育成医療）
- 指定自立支援医療機関（精神通院医療）
- 身体障害者福祉法指定医療機関
- 被爆者一般疾病医療機関
- 日本医療機能評価機構認定病院[5]
- 卒後臨床研修評価機構認定病院[16]
- DPC対象病院[17]
- 開放型病院
- 看護師の特定行為研修を行う指定研修機関[18]
- 健康経営優良法人2020（大規模法人部門）認定法人[19]
- 次世代育成支援対策推進法第13条に基づく基準適合一般事業主（くるみん）[20]

## 関連施設
- まつなみ健康増進クリニック[21]
- 松波総合病院介護老人保健施設
- 松波総合病院介護老人保健施設 通所リハビリテーション
- まつなみケアプランセンター
- まつなみ訪問看護ステーション
- まつなみ訪問介護ステーション
- まつなみリサーチパーク（文部科学省「科学研究費補助金取扱規程に規定する研究機関」指定施設）[22]

## 沿革
- 1902年（明治35年）松波病院を岐阜県稲葉郡加納町（現在の岐阜市加納）に開設[23]
- 1911年（明治44年）加納町病院を再開設[24]
- 1933年（昭和8年）松波外科医院として岐阜県羽島郡笠松町に開設[21]
- 1944年（昭和19年）日本医療団に接収され同団岐阜県支部笠松病院となる[25]
- 1947年（昭和22年）日本医療団解散により松波病院として再開設[25]（病床数20床[26]）、松波外科医院は廃業
- 1957年（昭和32年）医療法人蘇西厚生会を設立[26]
- 1977年（昭和52年）CT装置を国内3番目に導入[27]
- 1979年（昭和54年）松波病院病床数 250床に増床[26]
- 1982年（昭和57年）職員向け託児所「託児所エンゼル」開設[28]
- 1988年（昭和63年）松波総合病院を新築移転・開設[1]（病床数437床[29]）、松波病院を廃止。
- 1988年（昭和63年）旧松波病院の施設を改修し、老人保健施設（現：介護老人保健施設）を開設（定員146人）[30]
- 1988年（昭和63年）松波総合病院附属診療所を開設（病床数19床）
- 1988年（昭和63年）MRI（1.5テスラ）を導入（東海地区初）[24]
- 1988年（昭和63年）コンピュータによるIBMオーダーリングシステムを国内2番目に開始
- 1992年（平成 4年）笠松町より笠松町在宅介護支援センターまつなみを受託
- 1994年（平成6年）厚生省より臨床研修病院として指定[13]
- 1995年（平成7年）体外受精成功（岐阜県内初）[31]
- 1997年（平成9年）生体肝移植手術成功[32]（世界の民間病院初）
- 1998年（平成10年）まつなみ訪問看護ステーションを開設[33]
- 2000年（平成12年）松波総合病院附属診療所 通所リハビリテーション リハビリケアまつなみを開始（定員40人）
- 2000年（平成12年）居宅介護支援事業所まつなみを開設[34]
- 2002年（平成14年）まつなみ健康増進クリニックを開設[1]（病床数：人間ドック用10床）、松波総合病院附属診療所を廃止
- 2002年（平成14年）松波病院病床数 436床に減床
- 2002年（平成14年）松波総合病院居宅介護支援事業所を開設
- 2003年（平成15年）回復期リハビリテーション病棟を開設（病床数55床）[26]
- 2004年（平成16年）日本医療機能評価機構 病院機能評価バージョン4.0認定[5][35]
- 2004年（平成16年）新医師臨床研修病院として指定[15]
- 2005年（平成17年）まつなみ在宅総合ケアセンターを開設
- 2005年（平成17年）まつなみ訪問介護ステーションを開設[36]
- 2005年（平成17年）救急救命集中治療センターを開設[26]
- 2005年（平成17年）人間ドック・健診施設機能評価認定[37]
- 2006年（平成18年）DPC（診断群分類別定額支払方式）対象病院[17]
- 2006年（平成18年）笠松町在宅介護支援センターまつなみ 名称変更 → まつなみケアプランセンター
- 2006年（平成18年）居宅介護支援事業所まつなみ 名称変更 → まつなみケアプランセンター
- 2007年（平成19年）特定医療法人として承認[26]
- 2007年（平成19年）「託児所エンゼル」新築移転[28]
- 2007年（平成19年）ICUを開設[38]
- 2007年（平成19年）病床数減床（434床）
- 2008年（平成20年）CCUを開設[38]
- 2008年（平成20年）病床数減床（432床[21]）
- 2008年（平成20年）卒後臨床研修評価機構認定病院認定[16]
- 2008年（平成20年）社会医療法人に認定（国内3例目）[7][39]
- 2008年（平成20年）法人管理センター新築
- 2008年（平成20年）SPECT-PET導入[40]
- 2009年（平成21年）日本医療機能評価機構 病院機能評価バージョン5.0認定[5]
- 2010年（平成22年）320列マルチスライスCT装置導入[41]
- 2010年（平成22年）外国人看護師候補者2名受入（インドネシア：女性2名）[42]
- 2010年（平成22年）手術支援ロボット「ダ・ヴィンチ」導入[43]
- 2011年（平成23年）手術支援ロボット「ダ・ヴィンチ」による手術成功[44]（岐阜県内初）
- 2011年（平成23年）岐阜DMAT指定病院に指定[12]
- 2011年（平成23年）災害拠点病院（地域災害医療センター）に指定[11]
- 2012年（平成24年）外国人看護師候補者2名受入（インドネシア：男性1名、女性1名）
- 2012年（平成24年）対外衝撃波疼痛治療装置「ドルニエEpos Ultre」導入[45]
- 2012年（平成24年）地域医療支援病院の承認を受ける[46]
- 2013年（平成25年）内視鏡手術支援ロボット「ダ･ヴィンチSi」導入（国内2例目、岐阜県下1例目）[47]※「ダ・ヴィンチS」からのバージョンアップ
- 2013年（平成25年）手術支援ロボット「ダ･ヴィンチSi」を使用した肝臓切除術 県内初成功[48]
- 2013年（平成25年）まつなみリサーチパーク設立[22]
- 2013年（平成25年）松波総合病院障害者短期入所事業所を開設
- 2014年（平成26年）電子カルテシステムを導入[10]
- 2014年（平成26年）日本病院機能評価機構 病院機能評価認定（3rdG:Ver.1.0）[5][49]
- 2014年（平成26年）手術支援ロボット「ダ･ヴィンチSi」を使用した子宮全摘出手術 院内第一例目実施
- 2014年（平成26年）外国人看護師候補者1名 看護師国家試験合格（インドネシア：女性1名）[50][51]
- 2014年（平成26年）ノースウイング（北館）を竣工[52]（許可病床数445床・稼働病床数432床[53]）、既存の建物をサウスウイング（南館）と改称[54]
- 2014年（平成26年）MRI（3.0テスラ）を導入[55]
- 2014年（平成26年）ハイブリッド手術室を導入[52]
- 2014年（平成26年）ドクターヘリでの救急搬送第1号（7月29日）
- 2014年（平成26年）HCUを開設（20床）[53]、CCU廃止
- 2014年（平成26年）地域包括ケア病棟を開設（55床）[53]
- 2014年（平成26年）学校法人朝日大学との教育・研究・医療活動に関する包括的連携協定の締結[56]
- 2015年（平成27年）サウスウイング（南館）改修に伴い、病床数増床（501床）、障害者病棟を開設（59床）[53]
- 2015年（平成27年）学校法人聖徳学園との包括的な連携協定の締結[57]
- 2015年（平成27年）仕事と子育ての両立支援に積極的に取り組む企業として岐阜県初の新くるみんマーク取得（4度目の認定）[20]
- 2015年（平成27年）岐阜県子育て支援企業に登録[4]
- 2015年（平成27年）ブライダルチェック外来 開設[58]
- 2015年（平成27年）まつなみリサーチパーク 「在宅医療支援システム」特許取得[59]
- 2015年（平成27年）まつなみリサーチパーク 科学研究費補助金取扱規程第2条第8項に規定する研究機関に指定（県内初）[22]
- 2015年（平成27年）まつなみリサーチパーク「採血・検査一体型デバイス」特許取得[60]
- 2015年（平成27年）第26回VHJ（Voluntary Hospitals of Japan）研究会職員交流研修会主催
- 2015年（平成27年）学校法人神野学園 岐阜医療科学大学との連携包括協定の締結[61]
- 2016年（平成28年）ヒト型ロボット「Pepper（ペッパー）」を導入[62]
- 2016年（平成28年）まつなみリサーチパーク「消化管デバイス」特許取得[63]
- 2016年（平成28年）4月 松波総合病院 松波 和寿 病院長 就任、松波総合病院介護老人保健施設 永田 眞敏 施設長 就任[64]
- 2016年（平成28年）「夜尿症外来」をまつなみ健康増進クリニックに開設[65]
- 2016年（平成28年）熊本地震の災害医療支援のために災害派遣医療チーム（DMAT）を派遣[66]
- 2016年（平成28年）「非接触・無拘束ベット見守りシステム」を介護老人保健施設に導入[67]
- 2016年（平成28年）DMAT本部機能認定
- 2017年（平成29年）岐阜県子育て支援エクセレント企業に認定[68]
- 2017年（平成29年）育児ほほえみ相談事業委託契約締結[69]
- 2017年（平成29年）東京大学医学部附属病院22世紀医療センターの社会連携講座「肥満メタボリックケア」において、東京大学、社会医療法人河北医療財団、RIZAP株式会社との共同研究（肥満やサルコペニアに関して）を開始[70][71]
- 2017年（平成29年）英語・中国語版ホームページを開設
- 2017年（平成29年）救急科（救急総合診療科）を新設[72]
- 2017年（平成29年）羽島郡広域連合消防本部と共同で病院派遣型の救急ワークステーションの運用を開始[73][74]
- 2017年（平成29年）発達障害外来を開設[75]
- 2017年（平成29年）「輸血機能評価認定制度（I&A制度）認証施設」岐阜県内民間病院第1号認定[76]
- 2019年（平成31年）健康経営優良法人2019（大規模法人部門）認定法人に認定[77]
- 2020年（令和2年）看護師の特定行為研修を行う指定研修機関に指定[18]
- 2020年（令和2年）健康経営優良法人2020（大規模法人部門）認定法人に認定[19]
- 2025年 (令和7年) 救命救急センターに指定[78]

## 診察科
- 内科
- 糖尿病・内分泌内科
- 血液内科
- 消化器内科
- 循環器内科
- 呼吸器内科
- 腎臓内科
- 血液内科
- 神経内科
- 外科
- 呼吸器外科
- 消化器外科
- 心臓血管外科
- 整形外科
- 脳神経外科
- 形成外科
- リウマチ科
- 小児科
- 皮膚科
- 泌尿器科
- 産婦人科
- 眼科
- 耳鼻咽喉科
- 大腸肛門科
- 救急科
- メンタルケア科（精神科）
- リハビリテーション科
- 放射線科
- 麻酔科
- 病理診断科

## 交通機関
- 名鉄竹鼻線 西笠松駅より徒歩で約10分[21]。
- 名鉄名古屋本線 笠松駅より徒歩で約15分[24]。
- 岐阜バス笠松川島線「松波総合病院前」バス停より徒歩ですぐ。
  - ※松波総合病院のNORTH WING（北館）の玄関先にバス停がある。
- 笠松町公共施設巡回町民バス「松波総合病院前」バス停より徒歩ですぐ。
  - ※松波総合病院のNORTH WING（北館）の玄関先にバス停がある。
- 笠松町公共施設巡回町民バス「松波総合病院南館前」バス停より徒歩ですぐ。
  - ※松波総合病院の南館(旧・本館)の北にバス停がある。
- 岐阜市コミュニティバス境川らくちゃんバス「松波総合病院」バス停より徒歩ですぐ。
  - ※松波総合病院のNORTH WING（北館）の玄関先にバス停がある。

## 脚註